# Roger Seydoux
Pour les autres membres de la famille, voir Famille Seydoux.
Roger Seydoux, né le 28 mars 1908 à Paris 17e et mort le 3 juillet 1985 à Paris 4e,,, est un diplomate français. Il a dirigé l'École libre des sciences politiques, devenue l'Institut d'études politiques de Paris, de 1936 à 1947.

## Biographie

### Jeunesse et études
Roger Seydoux Fornier de Clausonne naît à Paris le 28 mars 1908 dans une famille de tradition protestante. Son père, Jacques Seydoux (1870-1929), est diplomate. Responsable du programme de guerre économique au sein du ministère français des Affaires étrangères, Jacques Seydoux devient, à l'issue de la Première Guerre mondiale, le directeur du service des affaires économiques au sein du ministère, puis sous-directeur des affaires politiques et commerciales du ministère.
Il a également un frère, François Seydoux, qui devient diplomate et occupe les fonctions de directeur des affaires européennes au ministère français des Affaires étrangères, puis d'ambassadeur de France en Autriche et en Allemagne de l'Ouest. Son autre frère, René Seydoux (père des entrepreneurs Jérôme, Nicolas et Michel Seydoux), sera secrétaire général de l'École libre des sciences politiques de 1929 à 1936.
Roger Seydoux suit des études de droit et obtient une licence de droit, puis un diplôme d'études supérieures de droit public et d'économie politique. Il étudie à l'École libre des sciences politiques.
Roger Seydoux épouse Jacqueline Doll-Schlumberger, avec qui il a deux fils. Elle est une descendante de François Guizot[réf. nécessaire]

### Premières fonctions
Roger Seydoux interrompt sa préparation au concours de l'Inspection générale des finances pour suivre Jacques Rueff à l'ambassade de France au Royaume-Uni, où il commence sa carrière en 1931, en tant qu'adjoint de Rueff, attaché financier.

### Fonctions à l'IEP de Paris
Il est nommé secrétaire général de l'École libre des sciences politiques (ELSP) en 1934 ou en 1936, reprenant le poste de son frère René. De sous-directeur, il devient directeur de l'école en 1936 ou en 1942, pendant la Seconde Guerre mondiale,. Il ne cache pas ses affinités gaullistes. Il engage un dialogue avec Jean Zay, ministre de l'Éducation nationale du Front populaire, pour éviter à l'école sa suppression ; le ministre avait déclamé au Sénat : « Le recrutement bourgeois et parisien de l’École libre est fait pour les héritiers, et non pour les boursiers. Cette école n'est pas irriguée de courants démocratiques et elle baigne dans une orthodoxie libérale ». Les correspondances épistolaires mènent à ce que Seydoux propose à Zay qu'un centre de préparation aux concours administratifs soit accueilli par Sciences Po. Le déclenchement de la Seconde Guerre mondiale met toutefois fin à ce débat.  
Pendant la guerre, Jacques Chapsal, qui enseigne à l'école, devient le second de Seydoux et le remplace lorsque ce dernier est mobilisé au front. Ils doivent faire face à une diminution de moitié du nombre d'inscrits à Sciences Po en 1939. Il met en place des cours par correspondance pour les étudiants au front. Les archives de l'école et son secrétariat administratif sont envoyés à Angers. L'hôtel de Mortemart est placé sous scellés par le Troisième Reich en 1940, et Seydoux doit négocier pour obtenir la réouverture de l'école. Seydoux s'engage en résistance et utilise l'école comme lieu de réunion.
Avec Chapsal, Pierre Renouvin et d'autres, Seydoux met en œuvre une grande réforme de l'établissement. Le niveau des cours est rehaussé pour s'aligner sur ce qui est pratiqué dans les universités ; la scolarité, qui était alors en deux ans, est étendue à trois ans en 1941. Un partenariat avec l'université de Paris est signé afin que le diplôme de l'école reçoive la signature du recteur de l'université, et que les doyens des facultés de lettres et de droit siègent au conseil d'administration de l'ELSP. Le suivi des conférences de méthode devient obligatoire pour valider le diplôme, et ce dès la première année d'études. Le baccalauréat devient nécessaire pour intégrer l'établissement. L'année préparatoire est créée en 1944, qui permet aux élèves de se familiariser rapidement avec les méthodes de l'établissement. 
En 1945, Seydoux négocie, avec André Siegfried et Jacques Chapsal, la dissolution de l'école et sa transformation en l'Institut d'études politiques de Paris (IEP). Il devient cette même année directeur de l'IEP nouvellement créé et administrateur de la Fondation nationale des sciences politiques (FNSP), qui permet d'éviter la nationalisation complète de l'école.
Désireux de réintégrer le corps diplomatique, il cède à Chapsal la direction de l'IEP en 1947, et l'administration de la FNSP en 1950.
Lors de sa mort, l'ancien élève Jean Lacouture publie dans Le Monde un article au sujet de Roger Seydoux, qu'il qualifie d'« ambassadeur de la Résistance auprès de la fonction publique ».

### Fonctions diplomatiques
Il est consul de France à New York (1950-1952), haut-commissaire de France en Tunisie (1955-1956), directeur général des affaires culturelles et techniques au ministère des Affaires étrangères (1956-1960), haut-commissaire de France au Maroc, (1960-1962) puis ambassadeur de France en URSS (1968-1973).
De 1963 à 1967, il représente la France à l'Organisation des Nations unies, ce qui lui permet d'assurer à plusieurs reprises la présidence mensuelle du Conseil de sécurité. Il est ensuite représentant permanent de la France au conseil de l'Organisation du traité de l'Atlantique nord de 1967 à 1968. Il préside par ailleurs la Fondation de France de 1975 à 1983.
Il repose au cimetière du petit village de Saint-Ouen-le-Pin, comme nombre de membres de sa belle-famille, descendants de François Guizot.

## Distinctions
- Officier de la Légion d'honneur
- Croix de guerre 1939–1945